# 摂泉十二郷
摂泉十二郷（せっせんじゅうにごう）とは、近世の日本酒の歴史における概念のひとつ。江戸への下り酒を造り出荷した、摂津国の中で酒蔵の集中していた上方の十一の地域、すなわち大坂・伝法・北在・池田・伊丹・尼崎・西宮・今津・兵庫・上灘・下灘に、和泉国の堺を加えたものをいう。制度としての摂泉十二郷は天明3年（1783年）から明治7年（1874年）まで続いたが、地域としてのゆるやかなまとまりはもっと古くからあった。
通常は、池田郷、伊丹郷のようにそれぞれの地名に「郷」をつけて表す。この場合「郷」とは、大坂と北在を除き、一つの村のような割合小さくまとまった地域を指す。大坂は、江戸幕府が置いた大坂町奉行所の管轄区域に基づいて北組、南組、天満組に分かれ、合わせて大坂三郷（おおさかさんごう）と通称される。北在は、川辺郡を中心として島下郡・豊島郡・武庫郡・有馬郡と比較的広い範囲に散在した酒蔵を包摂したときの地域名である。大坂・伝法は現大阪市、西宮・今津は現西宮市、兵庫・上灘・下灘は現神戸市にあたる。（参照：摂泉十二郷地域図）

## 制度
大坂三郷の酒造行司たちの中から、摂泉十二郷の全体をとりまとめる酒造大行司を選出した。この酒造大行司が、新旧両地域の利害の調整や、販売先である江戸酒問屋との交渉に当たる任を帯びていた。いわば現代の商工会議所の会頭のような役目である。

## 背景
下り酒（くだりざけ）や江戸積酒（えどづみしゅ/えどづみざけ）などと呼ばれる、この地方から江戸へ移出するための酒を造る酒蔵は、江戸時代初期には城下町・宿場町・在郷町を中心に栄えた。酒造りは、人々の主食である米を原料とすることから、幕府や管轄藩の厳重な酒造統制を受けざるをえなかった。幕藩体制がまだ整いきっていない寛永19年（1642年）に、すでに最初の減醸令が発せられていることからも、それが当時の経済政策の根幹であったことがうかがわれる。そうした酒造統制の下、酒株は、どの郷にどれだけの量の酒を造れる酒蔵が存在するかを把握するための基本台帳の役割も果たした。1650年前後においては摂津・和泉の両国で酒株の取得者が多い郷は池田・伊丹・西宮・大坂であった。
酒郷は全体的にはゆるやかに増加の傾向をたどり、約50年後の宝永5年（1708年）には大坂・堺・池田・伊丹・尼崎・大鹿・小浜・清水・三田・兵庫・富田・西宮・鴻池などがこの地方からの下り坂の出荷地として記されている。なお、この地方以外からも尾張・三河・伊勢・山田などから江戸入津がなされていた。やがて酒造統制をはじめとした幕府の政策や、新しい製法の誕生、樽廻船などの海運事情、純粋に商業的な経営事情などさまざまな理由から、多くの酒郷が繁栄と衰退を繰り返し、その中でやがて灘を中心とした新興酒造地が隆盛していくることになる。

## 成立
摂津･和泉の多くの酒郷は、江戸時代初期には尼崎藩に属する領地であったが、1762年から長崎奉行を務めた石谷淡路守清昌が、江戸と長崎の往来のあいだにこの地域の豊さに着目し、天領とすることを老中に進言したために、明和6年（1769年）に公収せられることとなった。
摂泉十二郷のうち、大坂・伝法・北在・池田・伊丹・尼崎・西宮・兵庫・堺の9郷が、成立の形態としては比較的古いタイプ、すなわち江戸初期からの城下町・宿場町・在郷町から酒郷となったところである。通常、摂泉十二郷を語るときには旧九郷などという。のちにこの地方の銘醸地の代名詞のように言われるようになる灘は、ここには含まれていない。やがて享保末年（1730年代）以降は、農村部を中心に新たな酒蔵が多く開かれた。これが灘の発祥で、十二郷のうち今津・上灘・下灘など在方の3郷がそのようにして成立した。これらは灘目三郷と呼ばれるようになる。摂泉十二郷を語るときには新三郷などともいう。やがて変遷を経て、江戸時代中期以降の灘五郷となっていくのである。
灘目三郷の出現によって、天明元年（1781年）前後には、のちの旧九郷と新三郷のあいだに、江戸積酒の出荷の権利をめぐって軋轢がひんぱんに起こるようになった。両者の均衡を保つため、また幕府にも酒造統制の効率化という目的もあって、江戸積酒造体制の一環として天明3年（1783年）に摂泉十二郷が定められた。見方を変えれば、これは既得権益を持っていた旧九郷が大坂三郷を触頭に押し立て、新三郷を包含することにより江戸積酒造体制の再編を平和裏になしとげようとしたものが、幕府の公認をとりつけて、摂泉十二郷という一種の酒造組合の誕生というかたちで実現したものといえる。

## 解散
酒造組合としての摂泉十二郷は90年近く続いたことになるが、その間にも旧九郷と新三郷のあいだではさまざまな局面で思惑が異なり、軋轢（あつれき）が絶えなかった。やがて明治維新を迎えると、江戸幕府の酒造統制は撤廃され、明治政府もそれに代わる新たな酒税制度を模索している途中にあったため、摂泉十二郷の存在も意義を問われてきた。摂泉十二郷の内部では明治4年（1871年）まで「一統の申し合わせに違背すまじきこと」などの書面を交わし、組合として存続を図ることが努力されたが、違反したところでなんら罰則規定もなく、結束はいよいよ形骸化してきた。
江戸に代わった東京へは、相変わらず伊丹・池田・灘五郷は酒を出荷していたが、堺は九州に販路を広げ、大坂三郷はもっぱら大坂市中での販売に重きを置くようになり、それぞれ新しい明治の世で思い思いに自由販売をしたい内圧が高まってきた。このような情勢に鑑み、明治7年（1874年）8月、今津・西宮の二郷が「もはや摂泉十二郷の存続は無理」と判断し、各郷へ通達、ここに摂泉十二郷は解散した。

## 関連語句
- 日本酒
- 日本酒の歴史
- 下り酒
- 酒造統制
- 大坂三郷
- 灘目三郷
- 灘五郷
- 江戸酒問屋
- 江戸十組問屋
- 伊丹酒
- 池田酒